# Мішустін Василь Іванович
Василь Іванович Мішустін (рос. Василий Иванович Мишустин; 20 грудня 1916, Пушкарне — 22 вересня 1999) — радянський військовий льотчик, Герой Радянського Союзу (1945).

## Біографія
Народився 20 грудня 1916 року в селі Пушкарному (тепер Корочанського району Бєлгородської області) в селянській родині. Росіянин. Закінчив сім класів неповної середньої школи і два курси сільськогосподарського технікуму. Жив у місті Магнітогорську, де працював слюсарем на металургійному заводі. Комсомольською організацією прокатного стану № 500 був направлений в аероклуб, який закінчив в 1936 році.
У жовтні 1937 року призваний до лав Червоної Армії. У жовтні 1940 року закінчив 8-у Одеську військову авіаційну школу пілотів імені П. Д. Осипенко. У боях німецько-радянської війни з червня 1941 року. По липень 1941 року служив в 166-му ВАП; по серпень 1941 року — в 149-му ВАП; по травень 1945 року — знову в 166-му ВАП (88-му гвардійському ВАП). Воював на Північно-Кавказькому, 1-му Українському фронтах. Член ВКП(б) з 1942 року.
1 серпня 1942 року командир ланки 166-го винищувального авіаційного полку Північно-Кавказького фронту лейтенант В. І. Мішустін на літаку ЛаГГ-3 супроводжував штурмовики. У повітряному бою в районі міста Майкопа збив літак противника. На зворотному шляху збив Me-110. Коли скінчилися боєприпаси, таранив Me-109. Приземлився на парашуті.
До березня 1945 року командир ескадрильї 88-го гвардійського винищувального авіаційного полку 8-ї гвардійської винищувальної авіаційної дивізії 5-го винищувального авіаційного корпусу 2-ї повітряної армії гвардії майор В. І. Мішустін здійснив 388 бойових вильотів, в 68 повітряних боях збив особисто 16 (з них 1 тараном) і в групі 8 літаків противника.
Указом Президії Верховної Ради СРСР від 27 червня 1945 року за мужність і героїзм, проявлені в повітряних боях з німецько-фашистськими загарбниками гвардії майору Василю Івановичу Мішустіну присвоєно звання Героя Радянського Союзу з врученням ордена Леніна і медалі «Золота Зірка» (№ 6580).

Могила Василя Мішустіна

Після закінчення війни продовжував службу у Військово-повітряних силах СРСР. У 1949 році закінчив Краснодарську вищу авіаційну школу штурманів. З [1960] року полковник В. І. Мішустін — в запасі. Жив у Києві. Помер 22 вересня 1999 року. Похований в Києві на Байковому кладовищі (ділянка № 52).

## Нагороди
Нагороджений двома орденами Леніна, трьома орденами Червоного Прапора, орденом Олександра Невського, орденом Вітчизняної війни 1-го ступеня, орденом Червоної Зірки, медалями.